# Энион
Энион (англ. Anyon) — тип частиц, существующих в двумерных системах, которые представляют собой обобщение понятий фермион и бозон.

## Теоретическое обоснование
В 1977 году группа физиков-теоретиков из университета Осло под руководством Йона Магне Лейнааса и Яна Мирхейма доказала, что традиционное деление частиц на фермионы и бозоны не применимо к теоретическим частицам, существующим в двух измерениях. Такие частицы могли бы иметь ряд неожиданных свойств. Фрэнк Вильчек в 1982 году предложил для них название энионы (от англ. any — любой).

Бертран Гальперин из Гарвардского университета показал полезность математического аппарата, связанного с энионами, в объяснении некоторых аспектов дробного квантового эффекта Холла. В 1985 году Фрэнк Вильчек, Дэн Аровас и Роберт Шриффер проверили это утверждение точными расчётами и доказали, что частицы, существующие в этих системах, действительно являются энионами.

## Экспериментальное подтверждение
В 2005 году группа физиков из университета Стоуни-Брук построила интерферометр квазичастиц, на котором Владимир Голдман и его коллеги выявили несколько событий, вызванных интерференцией энионов. С помощью электрических полей они сформировали на поверхности помещённого в магнитное поле полупроводника тонкий диск, окружённый кольцом. Внутри диска рождаются квазичастицы с зарядом, равным двум пятым заряда электрона, а в кольце — одной трети. Анализ полученных данных подтвердил, что квазичастицы в кольце и внутри диска могут стабильно рождаться и исчезать лишь группами определённой численности, то есть они подчиняются статистике энионного типа.
В 2020 г. Н. Бартоломью и др. из Высшей нормальной школы из эксперимента в двумерной гетероструктуре GaAs/AlGaAs определили промежуточную статистику энионов с {\displaystyle \theta ={\frac {\pi }{3}}} путём измерения корреляции электрических токов через третий контакт при столкновениях энионов в электронном газе из двух точечных контактов .
Развитие полупроводниковой технологии, а именно напыления тонких двумерных слоёв, например, листов графена, задаёт потенциал использования свойств энионов в электронике.

## Математический аппарат
В трёхмерном (и более) пространстве частицы строго делятся на фермионы и бозоны, согласно тому, какой статистике они подчиняются: фермионы — статистике Ферми — Дирака, бозоны — статистике Бозе — Эйнштейна. На языке квантовой физики это формулируется как поведение многочастичных состояний при замене частиц. Например, в случае двухчастичного состояния имеем (в обозначениях Дирака):
- {\displaystyle \left|\psi _{1}\psi _{2}\right\rangle =+\left|\psi _{2}\psi _{1}\right\rangle } — для бозонов
- {\displaystyle \left|\psi _{1}\psi _{2}\right\rangle =-\left|\psi _{2}\psi _{1}\right\rangle } — для фермионов

Однако в двумерных системах можно наблюдать квазичастицы, которые подчиняются распределению, варьирующемуся непрерывно между статистиками Ферми — Дирака и Бозе — Эйнштейна:
{\displaystyle \left|\psi _{1}\psi _{2}\right\rangle =e^{i\,\theta }\left|\psi _{2}\psi _{1}\right\rangle },
где {\displaystyle \theta } — вещественное число. При {\displaystyle \theta =\pi } мы имеем статистику Ферми — Дирака, а при {\displaystyle \theta =2\pi } — статистику Бозе — Эйнштейна. В случае же {\displaystyle \pi <\theta <2\pi } получается нечто иное, называемое энионом.
Можно также ввести понятие спина {\displaystyle s} эниона, сопоставив его {\displaystyle \theta }:
{\displaystyle \theta =2\pi s}
Энионы описываются статистикой, которую называют статистикой кос (англ. Braid statistics), поскольку она связана с теорией кос.